# Tetzimico
Tetzimico är en ort i Mexiko.   Den ligger i kommunen Zacualtipán de Ángeles och delstaten Hidalgo, i den sydöstra delen av landet, 150 km norr om huvudstaden Mexico City. Tetzimico ligger 1 244 meter över havet och antalet invånare är 136.
Terrängen runt Tetzimico är bergig åt sydost, men åt nordväst är den kuperad. Runt Tetzimico är det ganska glesbefolkat, med 42 invånare per kvadratkilometer. Närmaste större samhälle är Zacualtipán, 13,9 km väster om Tetzimico. I omgivningarna runt Tetzimico växer i huvudsak städsegrön lövskog.